# Старков, Максим Сергеевич
Максим Сергеевич Старков (25 августа 1996 года, Воронеж, Россия) — российский футболист, защитник.

## Карьера
Воспитанник «Краснодара». Долгое время принадлежал команде, однако на правах аренды выступал за коллективы ПФЛ и фарм-клубы. В 2017 году в составе петербургского «Динамо» стал победителем первенства ПФЛ в группе «Запад».
Летом 2018 года у защитника закончился контракт с «Краснодаром», и на правах свободного агента он перешёл в «Арарат» Ереван. Дебютировал в армянской высшей лиге 22 августа, когда «Арарат» в ереванском дерби сыграл вничью с «Арцахом» 1:1. Всего осенью 2018 года сыграл 4 матча в чемпионате Армении, после чего покинул клуб.

## Сборная
В 2015 году вызывался в состав сборной Россия до 19 лет на элитный раунд отборочного турнира Чемпионата Европы среди юниоров.